# San Antonio (Quezon)
San Antonio es un municipio filipino de cuarta clase, perteneciente a la provincia de Quezon, en la región de Calabarzon. En 2020, tenía censados 35 891 habitantes.